# Kîselivka, Bilozerka
Kîselivka (în ucraineană Киселівка) este localitatea de reședință a comunei Kîselivka din raionul Bilozerka, regiunea Herson, Ucraina.

## Demografie
Componența lingvistică a localității Kîselivka
     Ucraineană (94,75%)
     Rusă (4,33%)
     Alte limbi (0,8%)
Conform recensământului din 2001, majoritatea populației localității Kîselivka era vorbitoare de ucraineană (94,75%), existând în minoritate și vorbitori de rusă (4,33%).